# リンツ・トロリーバス
リンツ・トロリーバス（ドイツ語: Oberleitungsbus Linz）は、オーストリアの都市・リンツに存在するトロリーバス。1944年に開通した路線で、2024年現在は路面電車（リンツ市電）や路線バスなどの公共交通機関と共にリンツ市の公営企業のリンツ株式会社の子会社であるリンツ交通会社（LINZ LINIEN GmbH）によって運営されている。

## 歴史
リンツ市内にトロリーバスの最初の路線が開通したのは第二次世界大戦中の1944年5月15日で、戦時体制の中で燃料が不足していた路線バスの補完のために導入された経緯を持つ。当時の社会情勢もあり、当初はイタリアの都市から持ち込まれた車両が使用された。翌1945年には空襲の影響で架線が損傷し、運休を余儀なくされたが、終戦後の同年末には復旧し、1949年には新たな路線の開通やオーストリア製の新型車両の導入が実施された。
以降は順次路線網の拡張が続き、1974年時点で4系統（41 - 43・45号線）が営業運転を実施していた。その後、1982年の系統の統合や1996年から2000年にかけての一部系統の一時的なバスへの転換が起きたが、1991年にはリンツ港へ向かう路線バスの系統がトロリーバスに転換され、2002年にこの系統の延伸が実施されている。2000年代には圧縮天然ガスを用いたCNGバスへの置き換えが検討されたものの中止され、リンツ市は引き続きトロリーバスの運行を継続する方針を示している。
車両については、1960年代以降連節バスが導入された他、2000年代以降はバリアフリーに適したノンステップバスが使用されている。

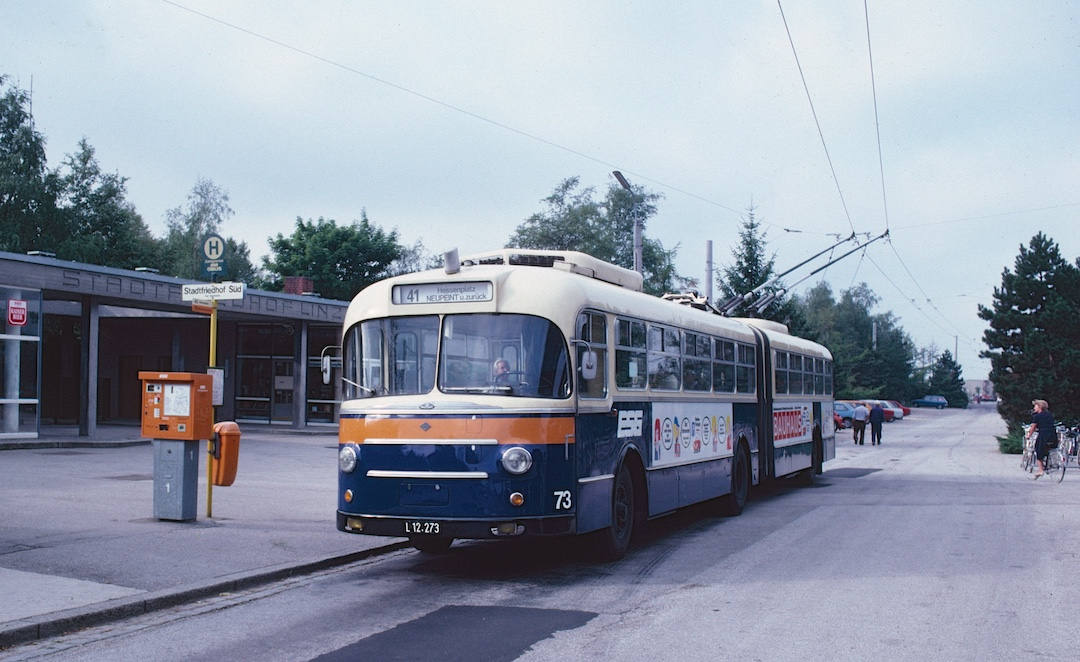
1960年代に導入された連節バス（1983年撮影）
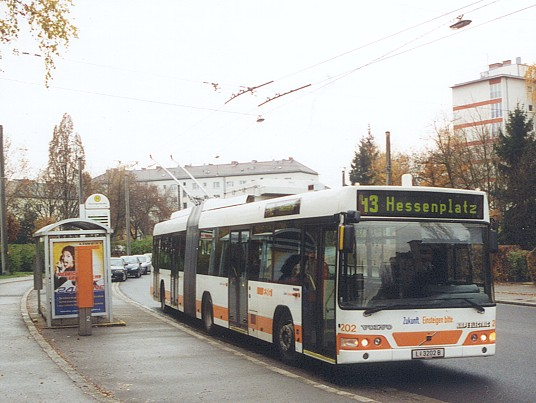
ボルボ製のノンステップバスは2019年まで使用された（2000年撮影）

## 系統
2024年8月12日に実施された46号線の延伸以降、リンツ市内には以下のトロリーバス路線が運行している。
| 系統番号 | 起点               | 終点                | 備考 |
| -------- | ------------------ | ------------------- | ---- |
| 41       | Hessenplatz        | Baintwiese          |      |
| 43       | Hessenplatz        | Traun Stadtfriedhof |      |
| 45       | Stieglbauernstraße | Hauptbahnhof        |      |
| 45a      | Stieglbauernstraße | Froschberg          |      |
| 46       | Hafenportal        | Froschberg          |      |

## 車両
2024年現在使用されているのは、ベルギーのバンホールが生産したエクスキュイ.シティ 24T（Exqui.City 24T）である。オーストリアのトロリーバスで初となる全長24,610 mmの長い車体を有する二連節バスで重量は24.0 t、定員は180人（着席51人）で従来の車両から30 %増加している。主電動機は出力160 kwの三相誘導電動機が2基搭載され、メンテナンスの簡素化が図られている。また、車両には停電など緊急時でも短距離の走行可能なよう充電池が搭載されている。最高速度は65 km/hである。
最初の車両は2016年に完成し、2017年に納入された後2018年から営業運転を開始した。その後は2019年までに合計20両が導入され、それまで使用されていたボルボ製のノンステップトロリーバス（7000AT）を置き換えている。

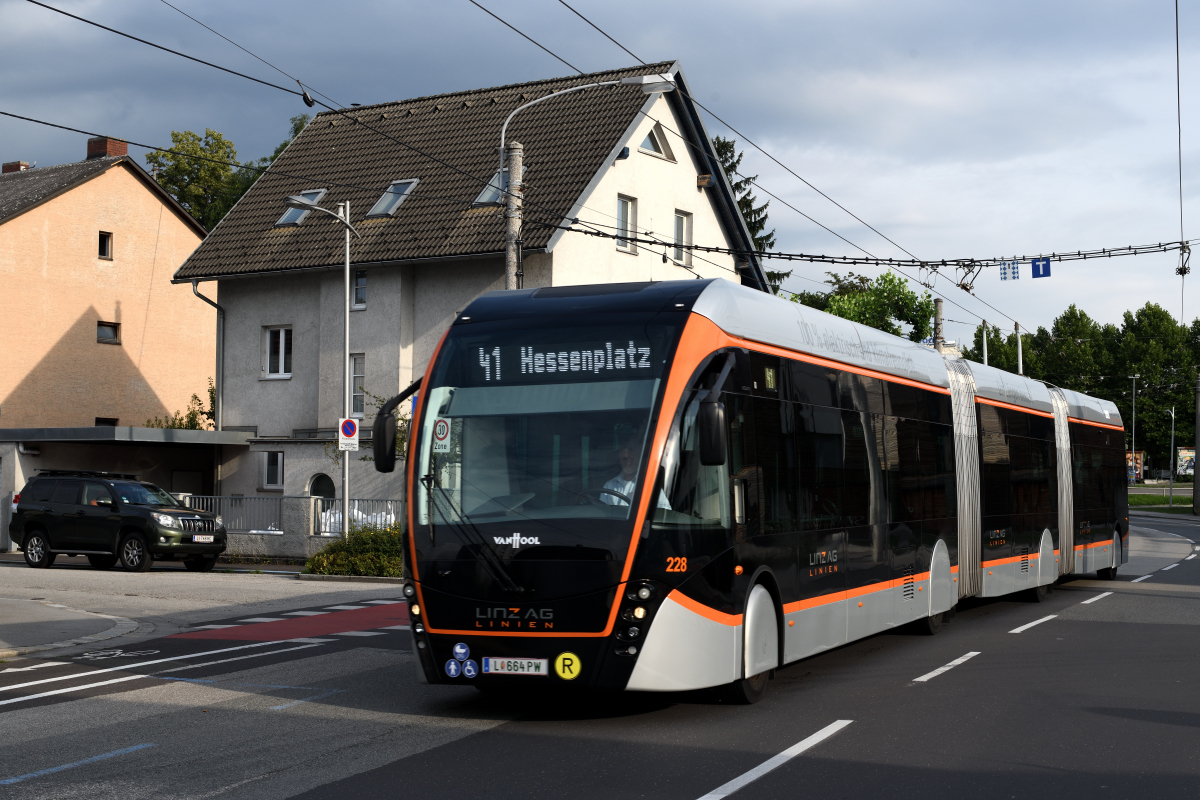
2019年撮影
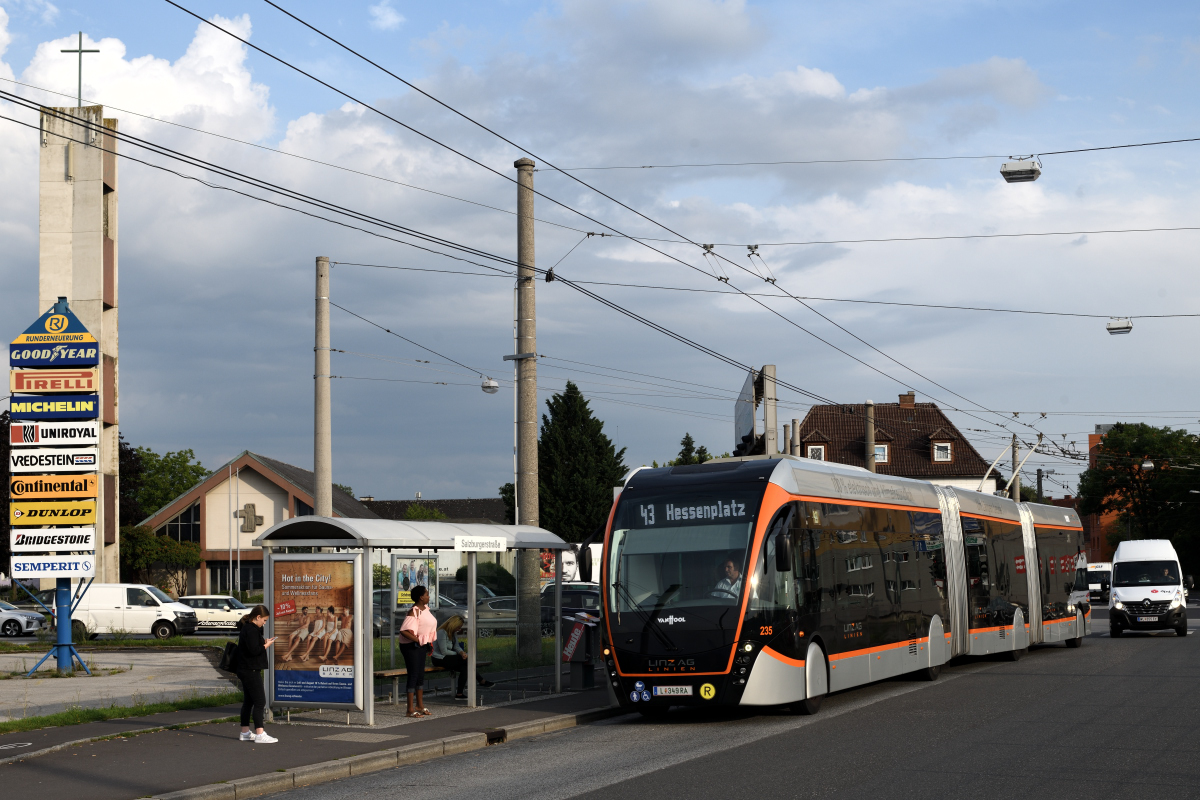
2019年撮影
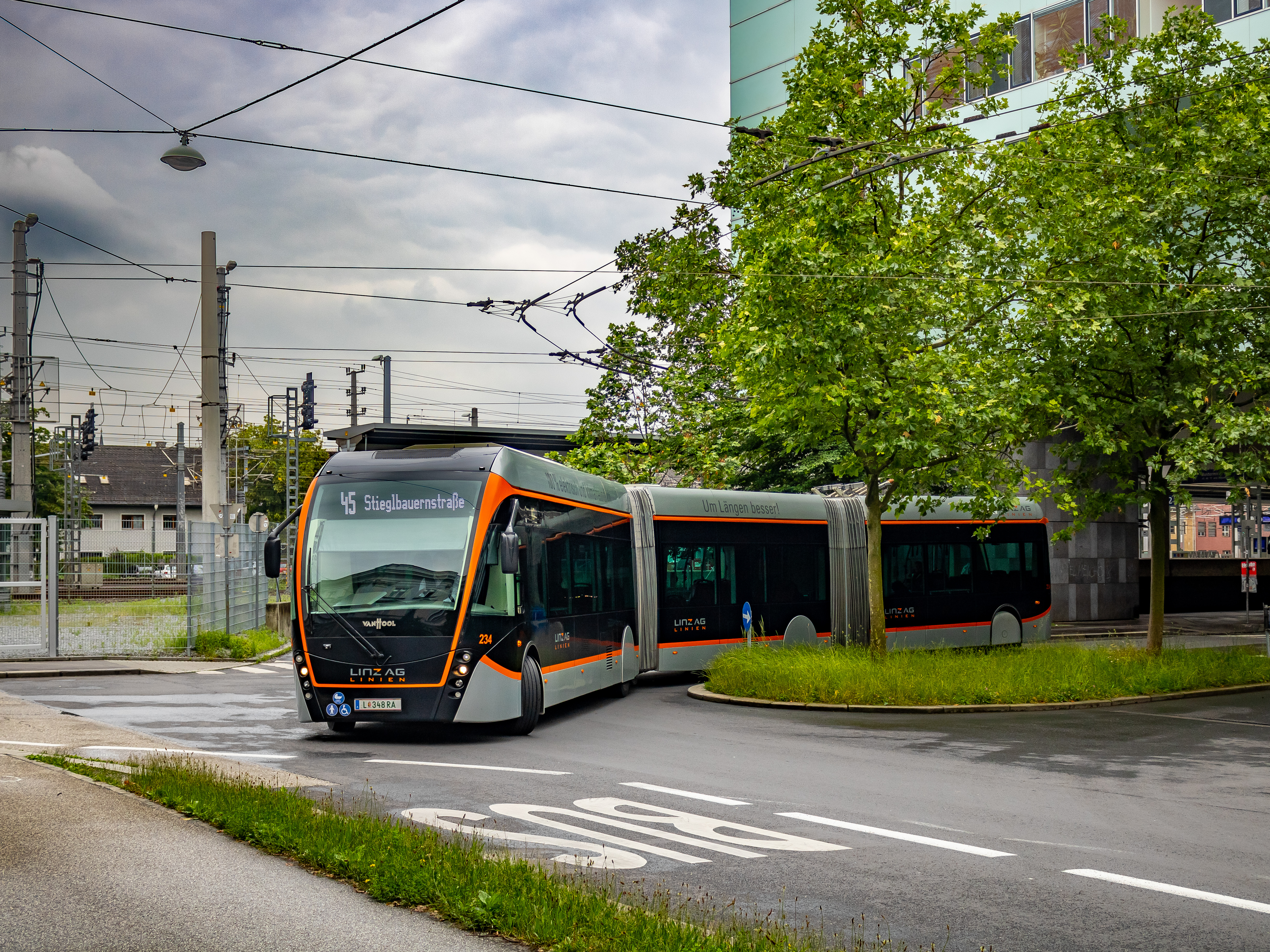
2024年撮影
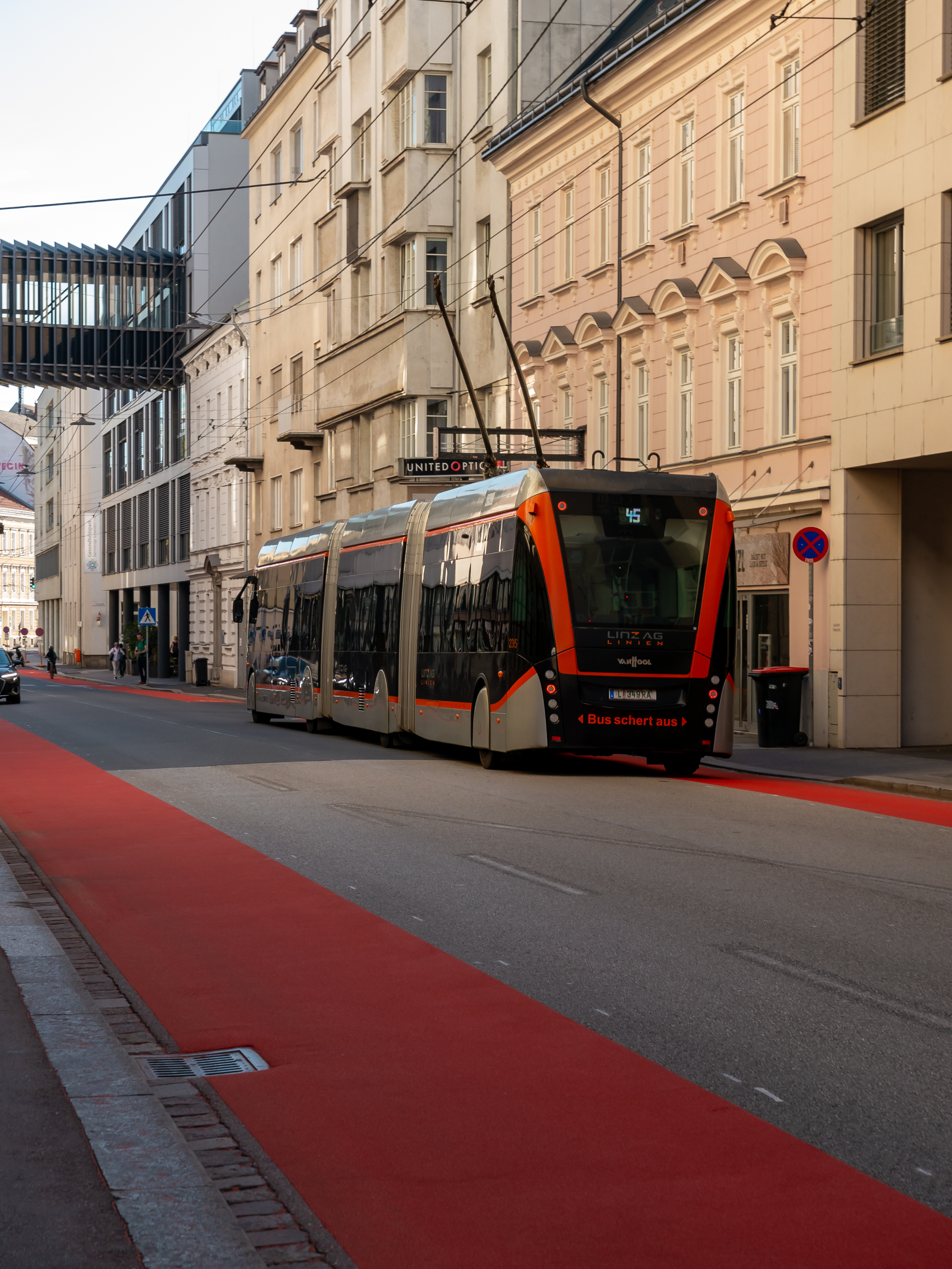
後方（2023年撮影）

## 今後の予定
2020年時点のリンツでは今後のトロリーバス網の延伸が計画されており、ドナウ川を渡る新しい橋梁を経由する形で2つの系統の新設が予定されている他、既存の系統のうち41号線についてはヴェークシャイト駅（Bahnhof Wegscheid）への延伸が検討されている。また、これらの延伸や今後の輸送力増強に備え、同年までにリンツ市はバンホールに9両のトロリーバス車両の追加発注を実施していたが、同社は2024年に破産が宣告されており、増備計画は未定の状態となっている。